# 34-та мотострілецька дивізія (СРСР)
34-та мотострілецька Сімферопольська Червонопрапорна ордена Суворова дивізія імені Серго Орджонікідзе (34 МСД, в/ч 45463) — з'єднання мотострілецьких військ Радянської армії чисельністю в дивізію, яке існувало у 1957—1992 роках. Дислокувалося у м. Свердловськ (Єкатеринбург).
Після розпаду СРСР у 1992 році дивізія увійшла до складу Збройних сил РФ як 34-та мотострілецька дивізія.

## Історія
У 1957 році 77-ма стрілецька дивізія переформована на 126-ту мотострілецьку дивізію у складі 63-го армійського корпусу.
11 січня 1965 року з'єднання перейменовано на 34-ту мотострілецьку дивізію.
Після розпаду СРСР у 1992 році дивізія увійшла до складу Збройних сил РФ як 34-та мотострілецька дивізія.